# 杉浦敦
杉浦 敦（すぎうら あつし、1961年7月24日 - ）は、元テレビユー福島アナウンサー。
福島県福島市出身。明治大学卒業。

## 略歴
- 1985年、テレビユー福島入社（同期には澤田佳美）。
- 1999年 - 2006年、報道部にてカメラマンを除くデスク、記者、ディレクターを兼務した。
- 2021年、テレビユー福島退職[2]。

## 人物
- 兄の杉浦健は新潟放送の元アナウンサー。

## 担当番組
- マル得ふくしま（1999年3月31日 - 1999年10月）司会者
- ニュースの森ふくしま（1999年4月頃 - 2000年3月頃）木 - 金曜担当 キャスター
- 学校が好き!
- グーテン（2006年4月 - 2011年9月）司会者
- げっきんチェックMOVIE（2017年3月31日 - ）
- げっきんチェック（2017年4月5日 - ）水曜 - 金曜担当 メインMC
- 土曜日も!げっきんチェック（2017年4月8日 - ）メインMC
- TUFニュース（不定期）